# Resclosa d'Assuan
La resclosa d'Assuan és el nom de les dues rescloses existents a la vora de la ciutat d'Assuan (Aswan), a Egipte, i que porten ambdues aquest nom.
La primera, coneguda com la resclosa vella d'Assuan o resclosa inferior d'Assuan (àrab: خزان أسوان, ẖazzān Aswān o سد أسوان, sudd Aswān), fou construïda pels britànics entre el 1898 i 1902, i es va donar per acabada el 1907. Servia per a emmagatzemar aigua per al regadiu. En general els llocs amb restes arqueològics pràcticament no van ser tocats.
La segona, resclosa superior d'Assuan (àrab: سد أسوان العالي, sudd Aswān al-ʿālī), es va projectar l'any 1952, exactament després del cop d'estat de Nasser. En un principi, era previst que els Estats Units ajudarien a finançar la construcció però no va reeixir i el 1956 el govern egipci es va proposar continuar el projecte en solitari. Finalment va poder realitzar-lo amb l'ajuda de la Unió Soviètica que en plena Guerra freda es bolcà en l'ajuda.
La resclosa fou en aquell temps una gran obra d'enginyeria; té 18 vegades més material que el que es va emprar per a la piràmide de Kheops. La resclosa té 4 quilòmetres de llarg, 1 quilòmetre d'amplada a la base i 125 metres d'altura. Quan funcionava a ple rendiment per primer cop, la resclosa produïa al voltant de la meitat de l'energia del país i sobre un 15 % del total l'any 1998, a més de dur l'electricitat a zones aïllades que fins aleshores no en tenien.
L'embassament de l'aigua va crear un llac artificial que va rebre el nom de llac Nasser, en honor del president Nasser, principal impulsor de la infraestructura.

## Història de la construcció
El primer intent de construir una presa a Assuan es remunta al començament del primer mil·lenni, quan l'enginyer i erudit iraquià Abū ‘Alī al-Haṣan ibn al-Haṣan ibn al-Haytham, conegut com a Alhazen a Occident, va ser reclamat a Egipte pel Califat Fatimita, Al-Hàkim bi-amr-Al·lah, perquè fes propostes per a regular les inundacions del Nil, una tasca que va fer possible un primer projecte d'una presa a Assuan. Després del seu estudi de camp va ser conscient de la impossibilitat d'aquest règim i així ho va transmetre, i tement la ira del califa, fingí una bogeria. Va ser mantingut sota arrest domiciliari des de 1011 fins a la mort d'Al-Hàkim el 1021, temps durant el qual va escriure el seu important tractat sobre òptica.

### Presa baixa

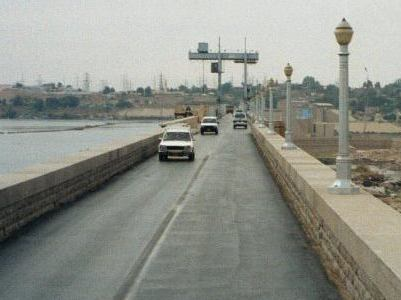
Presa Baixa

Els britànics van començar l'obra de la presa baixa el 1899 i es va concloure el 1902. El disseny inicial tenia 1.900 metres de llargada per 54 metres d'altura i aviat es va descobrir que era inadequat, per la qual cosa es va procedir a alçar-la en dues fases: la primera, de 1907 a 1912, i la segona, de 1929 a 1933. Quan la presa va estar a punt de desbordar durant les crescudes del Nil el 1946 es va decidir que, en lloc d'alçar-la per tercera vegada, es construís una segona presa 8 quilòmetres riu amunt.

### Presa alta
El projecte va començar el 1952, tot just després de la revolució de Nasser i, en principi, els Estats Units ajudarien a finançar la construcció amb un préstec de 270 milions de dòlars. L'oferta d'ajuda va ser retirada a mitjans del 1956 i el govern egipci es va proposar continuar el projecte en solitari, utilitzant els ingressos del Canal de Suez com a ajuda en la construcció. Tanmateix, el 1958 va intervenir la Unió Soviètica, en plena guerra freda pel domini d'Àfrica, pagant com a regal, possiblement, un terç del cost de la immensa presa de pedra i argila. A banda d'aquesta ajuda monetària, els soviètics van proporcionar tècnics i maquinària pesant i el disseny va anar a càrrec de l'institut rus Zuk Hydroproject.
La construcció va començar el 1960. La Presa Alta, El saad al Aali, va ser acabada el 21 de juliol de 1970. En una primera etapa, la part de l'embassament, que s'havia finalitzat el 1964, començà a rebre aigua amb la presa encara en construcció, i va assolir la capacitat total el 1976.
Aquest embassament va causar inquietud entre els arqueòlegs perquè el complex d'Abu Simbel, així com altres desenes de temples, quedaria submergit sota les aigües. El 1960 una operació de rescat patrocinada per la Unesco va inventariar, excavar i traslladar vint-i-quatre d'aquests monuments a llocs més segurs, o van ser donats als països que van col·laborar en el rescat, com el temple de Debod, actualment a Madrid a Espanya.

## Característiques de la presa alta

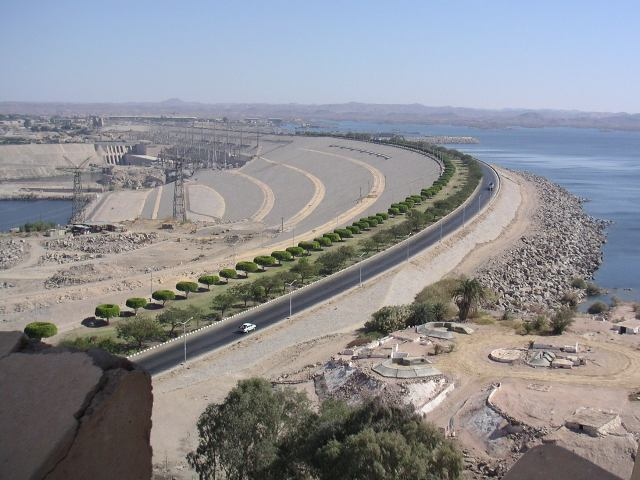
Presa Alta, panoràmica agafada des del monument a l'Amistat entre els egipcis i els soviètics.

La Presa Alta té 3.600 metres de llarg i 980 metres d'ample a la base, per 40 metres d'ample a la cúspide i 111 metres d'alt, amb un volum de material de 43 milions de metres cúbics. En condicions de màxima capacitat pot donar sortida a 11.000 m³ d'aigua per segon. Té sobreeixidors d'emergència addicionals per a un volum de 5.000 m³ i el canal de Toshka, que enllaça l'embassament amb la depressió Toshka. Aquest embassament, denominat llac Nasser, té 480 km de llarg i 16 km en la part més ampla; té una superfície de 6.000 km² i conté entre 150 i 165 km³ d'aigua. Va arribar a inundar gran part de la baixa Núbia i van haver de ser traslladades més de 90.000 persones.
Els efectes de les perilloses inundacions de 1964 i 1973 i les terribles sequeres com les de 1972-73 i 1983-84 van quedar mitigades per la resclosa. Es va crear una nova indústria pesquera al voltant del llac Nasser que continua en la seva pugna per prosperar a causa de la distància a la qual es troba qualsevol mercat significatiu.
Amb una producció hidroelèctrica de 2,1 gigawatts, la presa alberga 12 generadors de 175 megawatts cadascun. El subministrament elèctric va començar el 1967, quan la presa va assolir el zenit de producció, i va generar aproximadament la meitat de l'electricitat necessària per al consum de tot Egipte (al voltant del 15% el 1998). Va permetre, per primera vegada, connectar la majoria dels pobles egipcis a la xarxa.

## Qüestions mediambientals
La gran resclosa d'Assuan, avui Sadd al-Ali, situada a l'Alt Egipte i destinada a modificar l'entorn físic per controlar les crescudes del Nil i produir energia, va tenir greus conseqüències en el fràgil equilibri del mil·lenari ecosistema, sobretot perquè els enginyers que la van dissenyar no van tenir en compte l'impacte ecològic que la construcció tindria sobre la fauna, la flora, i també sobre l'economia dels pobles que habitaven les vores del Nil.
Les conseqüències mediambientals han estat nombroses: sedimentació excessiva aigües amunt, erosió aigües avall, desaparició d'espècies animals que efectuaven migracions al llarg del riu, destrucció i salinització del delta del Nil, disminució de la productivitat en les pesqueres, emigració d'animals marins en suprimir la barrera de la salinitat, pujada del nivell freàtic de les aigües en les hortes properes, i contaminació del riu provocada pels fertilitzants, herbicides i pesticides. La salinització del delta ha estat provocada per la reducció del cabal del riu que ha causat que les aigües salades del mar Mediterrani penetrin en el terreny al llarg de la costa propera a la desembocadura.
Una altra de les conseqüències negatives per a la població és l'augment de risc sanitari, ja que els canals de reg agrícola i dels marges del llac Nasser són l'hàbitat perfecte per a animals que transmeten malalties, com per exemple el mosquit de la malària (Anopheles) i els caragols que propaguen el paràsit de l'esquistosomosi (Schistosoma sp.).

## Impacte en les restes arqueològiques
Si bé aquesta obra «faraònica» va comportar molts avantatges, en el terreny de l'arqueologia n'hem de lamentar les terribles conseqüències.
D'una banda es van perdre nombrosos jaciments durant la construcció i la posterior inundació. D'altra banda, el nivell de la capa freàtica ha augmentat de forma considerable i de manera alarmant en els darrers anys. En els monuments que es mantenen en peu ha ocasionat el progressiu deteriorament la pedra calcària amb la qual es van construir la majoria dels edificis. El dany és més gran si ens fixem en els treballs arqueològics. La zona del Delta està particularment afectada per aquest fet, i els treballs d'excavació són pràcticament impossibles. Moltes vegades és necessari un equip d'excavació subaquàtica, bombes d'extracció d'aigua, i els materials que s'obtenen estan molt danyats. Alhora, s'ha de tenir en compte també el fenomen geològic del bradisisme, que provoca el moviment del sòl, de manera ascendent o descendent i la regressió que pateix el delta del Nil.
L'efecte més immediat és que el nivell del mar augmenta i posa en perill moltes de les excavacions que es realitzen en aquesta zona.
Entre els jaciments arqueològics afectats hi ha:
- Les Fortaleses de l'antic Egipte a Núbia (desaparegudes).[17]
- La Vall dels Reis (algunes tombes en greu perill) i altres monuments de la Necròpolis Tebana.

### La campanya internacional de la UNESCO

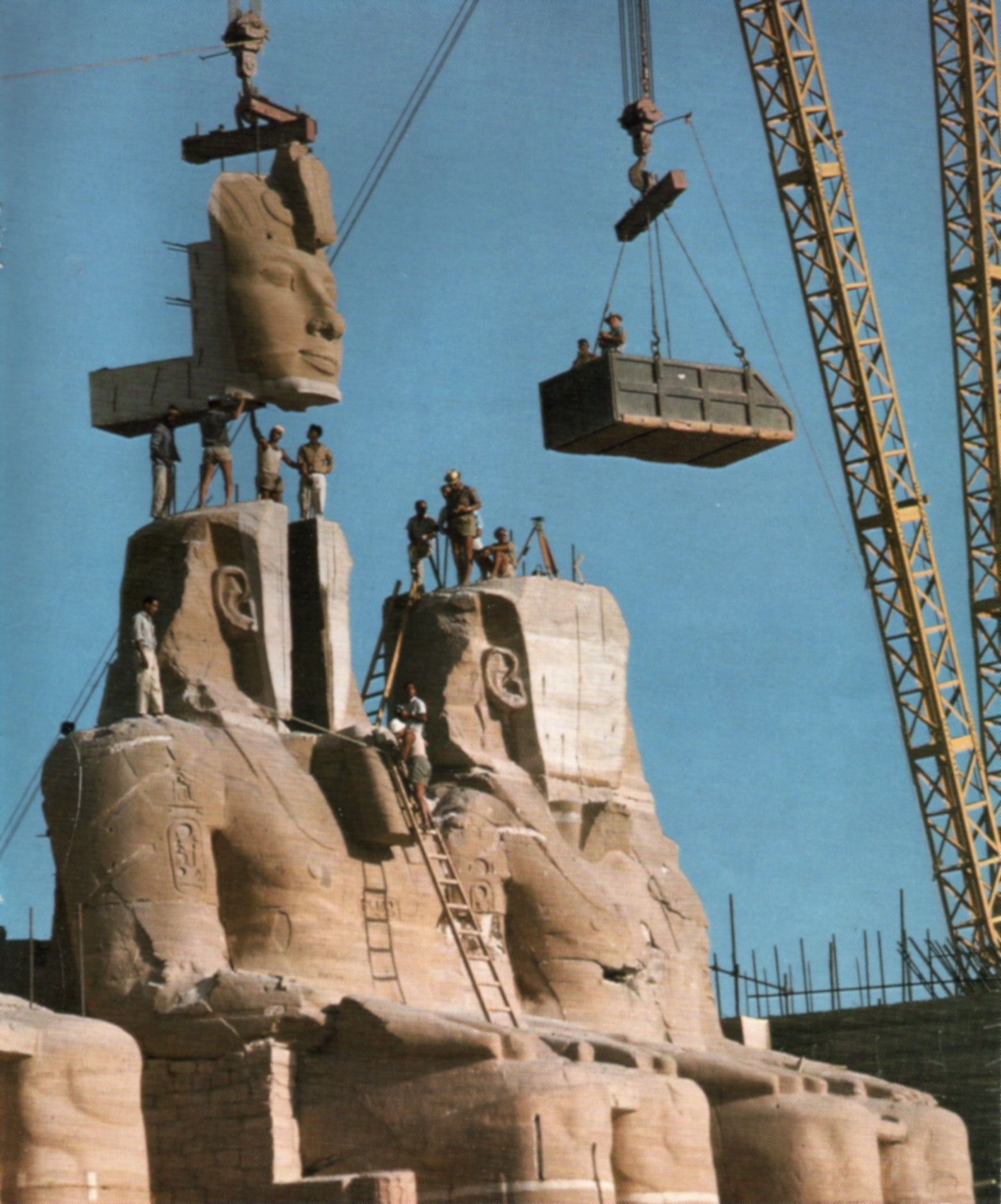
Desmuntatge d'una estàtua de Ramsès II d'Abu Simbel

Entre els anys 1959 i 1972 es va organitzar una campanya internacional auspiciada per la UNESCO per a salvar alguns dels monuments nubians més importants. En total es van traslladar 22 monuments entre altres:
- Els temples d'Abu Simbel[19]
- El complex de temples de Files
- El temple de Kalabsha
- El temple d'Amada

Quatre dels temples es van donar a països que havien contribuït en el salvament:
- El temple de Debod a Madrid
- El temple de Dendur al Metropolitan Museum of Art de Nova York
- El temple de Taffa a Leiden
- El temple d'Ellesiya al Museu Egipci de Torí

Aquests temples es van donar al Museu Nacional del Sudan:
- El temple de Ramsès II d'Aksha
- El temple de Hatshepsut de Buhen
- El temple de Khnum de Kumma
- La tomba del príncep nubià Djehuti-hotep de Dibeira
- Els temples de Dedwen i Sesostris III de Semna
- Les columnes de la catedral de Faras
- Una part dels frescs de la catedral de Faras; l'altra part es troba al Museu Nacional de Varsòvia.